# Laugardalur
Laugardalur es un distrito de Reikiavik, capital de Islandia. Está ubicado en el norte de la ciudad. Se ubica en la margen sur del el fiordo Kollafjörður. Cuenta con importantes fuentes de aguas termales, que dan nombre a la ciudad.

## Límites y barrios
Lo componen los barrios de Tún, Teigar, Lækir, Laugarnes, Sund, Heimar, Langholt, Vogar, Skeifan y Fen. Se ubica en la margen sur del el fiordo Kollafjörður, en la bahía Faxaflói, frente a las islas de Engey y Viðey. Al sur, de occidente a oriente limita con los distritos de Miðborg, Hlíðar, Háaleiti y Árbær. Al oriente limita con el de Grafarvogur. 